# Theofanīs Mauromatīs
Theofanīs Mauromatīs (in greco Θεοφάνης Μαυρομάτης?; Argo, 16 gennaio 1997) è un calciatore greco, difensore svincolato.

## Caratteristiche tecniche
È un difensore centrale.

## Palmarès

### Club

#### Competizioni nazionali
- DBUs Landspokalturnering: 1

SønderjyskE: 2019-2020